# Dipartimento di Curuzú Cuatiá
Curuzú Cuatiá è un dipartimento argentino, situato nella parte meridionale della provincia di Corrientes, con capoluogo Curuzú Cuatiá.
Esso confina con i dipartimenti di Sauce, Esquina, Goya, Lavalle, Mercedes, Paso de los Libres e Monte Caseros, e con la provincia di Entre Ríos.
Secondo il censimento del 2001, su un territorio di 8.911 km², la popolazione ammontava a 42.075 abitanti, con un aumento demografico del 5,39% rispetto al censimento del 1991.
Il dipartimento comprende 2 comuni: Curuzú Cuatiá e Perugorría.